# 細身巴西骨舌魚
細身巴西骨舌魚，為輻鰭魚綱骨舌魚目骨舌魚科的其中一種，為熱帶淡水魚，分布於南美洲巴西Solimões河流域，體長可達77.6公分，棲息在底中層水域，生活習性不明。

## 扩展阅读
維基物種上的相關：細身巴西骨舌魚